# Hans Francis Hastings (12e comte de Huntingdon)
Hans Francis Hastings, 12e comte de Huntingdon (14 août 1779 - 9 décembre 1828) est un pair et officier de la Royal Navy britannique. Il est parfois connu sous son deuxième prénom, Francis, comte de Huntingdon.

## Famille
Hastings est le plus jeune des quatre fils du lieutenant-colonel George Hastings, un arrière-arrière-arrière-arrière-petit-fils d'Edward Hastings de l'abbaye de Leicester, fils de Francis Hastings (2e comte de Huntingdon). Du vivant de Francis Hastings (10e comte de Huntingdon), le frère aîné de George est considéré comme l'héritier présomptif du comté, et un mariage est arrangé entre George et la sœur cadette du comte, Selina Hastings (fille du 9e comte et de sa femme Selina). Cependant, Selina meurt le 12 mai 1763 et, en 1769, George Hastings épouse à la place Sarah Fowler, fille de Richard Fowler, 2e baronnet, de Harnage Grange. Le 10e comte de Huntingdon meurt le 2 octobre 1789 et les domaines et les baronnies de Botreaux, Hungerford, de Moleyns et Hastings passent à sa sœur survivante Elizabeth, dont le fils Francis Rawdon-Hastings est créé marquis de Hastings en 1816. Le frère de George Hastings, le révérend Theophilus Henry Hastings, bien qu'assumant le titre de 11e comte de Huntingdon, n'a pris aucune mesure pour prouver son droit au titre de comte, qui est donc devenu dormant.

## Début de carrière et mariage
Hans Francis Hastings entre dans la Royal Navy en 1793 et est promu lieutenant en 1799. Il est grièvement blessé au combat en baie de Quiberon.
Le 12 mai 1803, il épouse Frances Cobbe, la fille du révérend Richard Chaloner Cobbe, recteur de Great Marlow. Ils ont quatre fils :
- Francis Theophilus Henry Hastings, plus tard 13e comte (31 juillet 1808 - 13 septembre 1875), épouse Elizabeth Anne Power, fille de Richard Power, et a des descendants
- George Fowler Hastings (en) (28 novembre 1814 - 21 mars 1876), plus tard vice-amiral, épouse Mathilde Alice Hitchcock et a des descendants ; arrière-grands-parents de l'acteur Patrick Macnee.
- Edward Plantagenet Robin Hood Hastings (12 août 1818 - 17 octobre 1857), épouse Caroline Sarah Morris et a des enfants. Il meurt en Inde le 17 octobre 1857, lors de la mutinerie indienne, à Ghazipur, alors qu'il sert en tant que capitaine du 32e régiment d'infanterie indigène de l'armée du Bengale [2]
- Richard Godolphin Henry Hastings (26 mars 1820 - 10 mars 1865), futur recteur de Hertingfordbury, épouse Agnes Fynes-Clinton, fille de Henry Fynes-Clinton, et a des descendants

et quatre filles
- Frances Theophila Anne Hastings (28 juin 1805 - 7 mai 1851), épouse le capitaine Henry Parker et a des descendants
- Selina Arabella Lucy Hastings (15 mai 1807 - 22 avril 1885), épouse le contre-amiral Charles Calmady Dent et a des descendants
- Arabella Georgiana Hastings (29 avril 1811 - 29 janvier 1899), épouse George Augustus Frederick Brooke, fils de Sir Henry Brooke, 1er baronnet, et a des descendants
- Louisa Hastings (janvier 1816 - 7 février 1868), épouse le révérend John Lees, recteur d'Annaghdown, et a des descendants.

## Revendication du comté
Pour un parent éloigné (6e cousin) du dixième comte de Huntingdon, la poursuite réussie d'une revendication de la pairie, qui est tombée en suspens, est une affaire ardue qui aboutit finalement en 1819. Un livre a été écrit sur le sujet .
Il descend d'Edward Hastings, le quatrième fils de Francis Hastings (2e comte de Huntingdon), comme suit :
- Edward Hastings m. Barbara Devereux, petite-fille de Walter Devereux (1er vicomte Hereford), par son fils, William Devereux.
- Henry Hastings (décédé après le 18 juin 1640) m. Mabel Faunt.
- Henry Hastings (mort vers 1654) m. 19 juillet 1641, à Long Clawson, Jane Goodall.
- Richard Hastings (baptisé le 5 mai 1645, Humberstone, enterré le 30 octobre 1714, Welford) m. 1er octobre 1697, à Frolesworth, avec Sarah Sleath (enterrée le 7 décembre 1707, Lutterworth)5. Henry Hastings (baptisé le 22 mai 1701, Lutterworth, enterré le 10 octobre 1786, Lutterworth) m. 7 novembre 1727, à Lutterworth, Elizabeth Hudson.
- George Hastings (bap 6 juin 1735, Lutterworth, décédé le 6 février 1802) m. 2 avril 1769, à Westminster St James, Sarah Hodges (d. 1807).
- Hans Francis Hastings, 12e comte de Huntingdon (né le 14 août 1779, décédé le 9 décembre 1828)

## Dernières années
Le 31 mars 1820, la femme de Huntingdon, Frances, meurt et le 28 septembre de la même année, il épouse Eliza Mary, fille de Joseph Bettesworth de Ryde et veuve d'Alexander Thistlethwayte.
Il reprend sa carrière navale et est promu commandant le 7 mars 1821. Il est gouverneur de la Dominique entre 1822 et 1824 et est nommé capitaine de poste le 29 mai 1824. Le 14 août de la même année, il prend le commandement du Sloop de sixième classe Hermes HMS Valorous et le fait naviguer vers les Antilles. Cependant, il tombe gravement malade, abandonne son commandement et rentre chez lui en passant par New York.
Il meurt à Green Park, Youghal, à l'âge de 49 ans, et est remplacé comme comte par son fils aîné, Francis Theophilus Henry Hastings. Sa veuve se remarie le 26 avril 1838 avec le colonel Sir Thomas Noel Harris et est décédée le 9 novembre 1846 à Boulogne, France.